# Nyceryx saturata
Nyceryx saturata är en fjärilsart som beskrevs av Rothschild och Jordan 1903. Nyceryx saturata ingår i släktet Nyceryx och familjen svärmare. Inga underarter finns listade i Catalogue of Life.